# Logorama
『Logorama』は、2009年に公開されたフランスの短編アニメーション映画である。監督はフランソワ・アロー、エルヴェ・ドゥ・クレシー、ルドヴィク・ウプラン。アカデミー賞2009年度短編アニメーション部門受賞。

## 概要
15分ほどの作品であり、テロリストと警察の戦いを描いた物語である。しかし、特筆すべきは全てが企業のロゴマークで作られていることである。登場人物はもちろんのこと背景や小物、地形までもが全て実在する企業のロゴマークで表されている。中には日本人にはなじみの薄い現地企業の物も含まれている。登場するロゴに使われた企業の数はおよそ3000社にも及ぶ。なお、製作期間は4年だが、大半は4万個もあるロゴから使われる3000のロゴを選定する作業だったという。

## 登場する企業
主要な物以外、日本で有名な企業のみ載せる。

### 登場人物
ドナルド・マクドナルド（マクドナルド）
ギャング役。おなじみの「M」のマークも登場している。
ビバンダム/ミシュランマン（ミシュラン）
警察官役で複数登場。なお、登場するのは旧ロゴタイプ。
ドロップガール/エッソガール（エッソ）
ウェイトレス役で登場。
プリングルズのオヤジ（プリングルズ）
トラッカー役で登場。最後は悲惨な目に遭う。
ビッグボーイ/ボビー（ビッグボーイ）
子供役。
ハリボーの子供（ハリボー）
ビッグボーイとつるむ子供役。

### ビルとして使われた企業
- ピザハット
- レゴ
- アメリカンファミリー生命保険会社
- Kマート
- リーバイス
- SEGA
- IKEA
- オレオ
- ウェンディーズ
- メガブロック
- 任天堂（バスのドアにも使用）
- ホットウィール
- タミヤ
- EMI
- ドミノピザ
- セブンイレブン
- MTV
- 吉野家
- 野村證券
- ケンタッキー・フライド・チキン
- マイクロソフト
- ヤマハ
- IBM
- バンダイ
- デル

## 商標権について
登場している3000の企業であるが、ロゴの使用は全て無許可である。当然これらの物は通常ならば商標権侵害となるはずではあるが各企業は全て黙認を決め込んでいる。なお、警察官役で使われたミシュラン広報は「クリエイティブな作品に使われるなら構わない。」と快諾したが悪役でもあるドナルドの大本企業であるマクドナルドからは回答が得られていない。